# Метёлкин, Михаил Михайлович
Михаи́л Миха́йлович Метёлкин (род. 6 марта 1952 года, Москва) — советский актёр и режиссёр, получивший известность благодаря трилогии «Неуловимые мстители».

## Биография
Родился в семье генерал-майора интендантской службы Михаила Васильевича Метёлкина (1902—1983), начинавшего свою военную карьеру в кавалерии в 1922 году.
В 1960-х — начале 1970-х годов снимался в трилогии «Неуловимые мстители».
В 1969 году поступил на экономический факультет ВГИКа. После окончания работал в качестве директора киногруппы в Агентстве печати «Новости». В 1973—1974 годах был фотокорреспондентом в штабе Московского военного округа.
В 1979 году поступил на режиссёрский факультет ВГИКа и позднее снял несколько короткометражных фильмов. Во второй половине 1980-х и в 1990-х годах — режиссёр рекламы и документальных фильмов. С 1990-х годов занимается бизнесом.

## Фильмография

### Роли в кино
- 1965 — Звонят, откройте дверь — Базеев
- 1965 — Мимо окон идут поезда — воспитанник школы-интерната
- 1966 — Неуловимые мстители — Валерий Михайлович Мещеряков («Валерка»)
- 1968 — Новые приключения неуловимых — Валерий Михайлович Мещеряков («Валерка»)
- 1969 — На пути к Ленину — Коля Шкваркин
- 1971 — Корона Российской империи, или Снова неуловимые — Валерий Михайлович Мещеряков («Валерка»)
- 1975 — Когда наступает сентябрь — участковый
- 1982 — Не хочу быть взрослым — эпизод

### Режиссёрские работы
- 1980 — Неоконченный портрет
- 1981 — Компаньон
- 1984 — Заморозки имеют место